# Neoscona dhruvai
Neoscona dhruvai är en spindelart som beskrevs av Patel och Nigam 1994. Neoscona dhruvai ingår i släktet Neoscona och familjen hjulspindlar. Inga underarter finns listade i Catalogue of Life.